# 氟脱氯氯胺酮
氟脱氯氯胺酮可能指：
- 3-氟脱氯氯胺酮，CAS号：2657761-23-2
- 2-氟脱氯氯胺酮（氟胺酮），CAS号：111982-50-4

|  | 这个同类索引页列出了具有相同或相似标题的化学条目。 除非您是有意链接至本页，否则应将相应条目的内部链接指向正确的条目。 |